# Blake Scheerhoorn
Blake Scheerhoorn (* 6. Januar 1995 in Belleville) ist ein kanadischer Volleyballspieler.

## Karriere
Scheerhoorn begann seine Karriere an der Quinte Christian High School in Belleville. Von 2013 bis 2017 studierte er an der Trinity Western University und spielte in der Universitätsmannschaft Spartans. 2017 nahm er mit der kanadischen Nationalmannschaft am Pan American Cup teil. Anschließend wechselte er zum polnischen Verein AZS Olsztyn, mit dem er Vierter in der Liga wurde. In der Saison 2018/19 spielte er beim französischen Erstligisten Nantes Rezé Métropole Volley. 2019 nahm er wieder am Pan American Cup teil und wurde in den Kader der Kanadier für die Nations League berufen. Danach wechselte er zum deutschen Bundesligisten SVG Lüneburg.